# بلانش ایمز ایمز
بلانش ایمز ایمز (به انگلیسی: Blanche Ames Ames)(زادهٔ ۱۸ فوریهٔ ۱۸۷۸- درگذشتهٔ ۲ مارس ۱۹۶۹ میلادی) یک هنرمند، سیاستمدار، کنشگر ،مخترع، نویسنده و یکی از حامیان برجستهٔ حق رأی زنان و پیشگیری از بارداری بود.

## زندگی شخصی
وی متولد شده با نام بلانش در لوول، ماساچوست بود. او دختر آدلبرت ایمز یکی از ژنرال‌های جنگ داخلی آمریکا و فرماندار میسیسیپی و بلانش باتلر ایمز بود.او فرزند چهارم خانواده شش نفره خود و خواهر دانشمند برجسته در حوزه روانشناسی آدلبرت امز جونیور بود. او همچنین نوهٔ ژنرال جنگ داخلی آمریکا و فرماندار ماساچوست بنجامین باتلر و سارا هیلدرت باتلر بازیگر تئاتر بود.لوول، ایمز به مدرسهٔ راجر هال در شهر لوول، ماساچوست رفت.او بعدها یکی از معدود زنان زمان خود شد که به کالج رفت. ,وی مدرک بی‌ای خود را در تاریخ هنر دریافت کرد. او همچنین یک مدرک استودیو آرت را در سال ۱۸۹۹ از کالج اسمیت دریافت کرد.وی رئیس دوره آموزشی دوره آموزشی خود بود.
در سال ۱۹۰۰ او با پروفسور گیاه‌شناس دانشگاه هاروارد اکس ایمز (نسبت خانوادگی نداشتند) و نام خانوادگی ایمز ایمز را پس ازدواج برگزید. او از این ازدواج دارای چهار فرزند به نام‌های پولین (متولد ۱۹۰۱)، الیور (متولد ۱۹۰۳)، امیاس (متولد ۱۹۰۶)و اولین (متولد ۱۹۱۰) شد.

اکس و بلانش ایمز